# Alianza Petrolera Fútbol Club
L'Alianza Petrolera Fútbol Club, noto come Alianza Petrolera, è stata una società calcistica colombiana, fondata nel 1990 a Barrancabermeja.

## Organico

### Rosa 2020
Aggiornata al 21 agosto 2020.
| N. |                      | Ruolo | Calciatore               |
| -- | -------------------- | ----- | ------------------------ |
| 1  | Colombia (bandiera)  | P     | Cristian Baldovino       |
| 3  | Colombia (bandiera)  | D     | Víctor Moreno            |
| 4  | Colombia (bandiera)  | C     | Juan Mancilla            |
| 5  | Colombia (bandiera)  | D     | David Valencia           |
| 6  | Colombia (bandiera)  | C     | Yhormar Hurtado          |
| 7  | Colombia (bandiera)  | A     | Cristian Palomeque       |
| 8  | Colombia (bandiera)  | C     | Freddy Flórez            |
| 9  | Colombia (bandiera)  | A     | Julián Zea               |
| 10 | Colombia (bandiera)  | C     | Macnelly Torres          |
| 11 | Uruguay (bandiera)   | A     | Maximiliano Pérez        |
| 12 | Guatemala (bandiera) | P     | Ricardo Jérez (capitano) |
| 14 | Colombia (bandiera)  | C     | Jair Castillo            |
| 17 | Colombia (bandiera)  | D     | César Hinestroza         |

| N. |                     | Ruolo | Calciatore            |
| -- | ------------------- | ----- | --------------------- |
| 16 | Colombia (bandiera) | D     | Leonardo Saldaña      |
| 18 | Colombia (bandiera) | C     | Harlin Suárez         |
| 19 | Colombia (bandiera) | A     | César Arias           |
| 20 | Panama (bandiera)   | C     | Romeesh Ivey          |
| 21 | Colombia (bandiera) | C     | Cléider Alzate        |
| 23 | Colombia (bandiera) | D     | Carlos Anderson Pérez |
| 26 | Colombia (bandiera) | C     | Diego Cuadros         |
| 27 | Colombia (bandiera) | C     | Juan Portilla         |
| 29 | Colombia (bandiera) | A     | Andrés Sarmiento      |
| 30 | Colombia (bandiera) | P     | Pier Grazziani        |
|    | Colombia (bandiera) | D     | Camilo Mancilla       |
|    | Colombia (bandiera) | C     | John Édison Hernández |

### Rosa 2015
| N. |                      | Ruolo | Calciatore            |
| -- | -------------------- | ----- | --------------------- |
| 1  | Colombia (bandiera)  | P     | Santiago Rodas        |
| 2  | Colombia (bandiera)  | D     | Felipe Aguilar        |
| 3  | Colombia (bandiera)  | D     | Deivy Balanta         |
| 4  | Colombia (bandiera)  | D     | Jonathan Ávila        |
| 5  | Colombia (bandiera)  | D     | David Valencia        |
| 6  | Colombia (bandiera)  | C     | Giovanny Martínez     |
| 7  | Colombia (bandiera)  | C     | Stiwar García         |
| 8  | Paraguay (bandiera)  | C     | Luis Espínola         |
| 9  | Colombia (bandiera)  | A     | Sebastián Herrera     |
| 10 | Uruguay (bandiera)   | C     | Gerardo Vonder Putten |
| 11 | Colombia (bandiera)  | A     | Arley Rodríguez       |
| 12 | Guatemala (bandiera) | P     | Ricardo Jérez         |

| N. |                     | Ruolo | Calciatore       |
| -- | ------------------- | ----- | ---------------- |
| 14 | Colombia (bandiera) | C     | Níver Arango     |
| 15 | Colombia (bandiera) | C     | Juan Nieto       |
| 16 | Colombia (bandiera) | C     | Víctor Castillo  |
| 17 | Colombia (bandiera) | C     | Daniel Santa     |
| 18 | Colombia (bandiera) | D     | Felipe Álvarez   |
| 19 | Colombia (bandiera) | C     | Rafael Carrascal |
| 21 | Colombia (bandiera) | D     | Juan Arboleda    |
| 22 | Colombia (bandiera) | P     | Jorge Henríquez  |
| 23 | Colombia (bandiera) | D     | Felipe Banguero  |
| 24 | Brasile (bandiera)  | C     | Marquinho        |
| 27 | Colombia (bandiera) | D     | Jeisson Palacios |
| 33 | Colombia (bandiera) | P     | Pier Graziani    |

## Giocatori famosi
- Sergio Herrera (1999, 2003)
- César Arias (2006–2008)
- Yeison Devoz (2011–2012)
- Andrés Rentería (2012)
- Cristian Palomeque (2012–2013)
- Ricardo Jérez (2013–)
- Nelson Barahona (2014–)

### Lista giocatori convocati in nazionale
- Ricardo Jérez (2013–2014)
- Nelson Barahona (2014)

## Allenatori
- Héctor Estrada (3 gennaio 2007–2 agosto 2008)
- Carlos Enrique Estrada (2009)
- Héctor Estrada (1º febbraio 2011–17 dicembre 2013)
- Guillermo "El Teacher" Berrío (31 gennaio 2013–2014)
- Adolfo León Holguín (2014–)

## Palmarès

### Competizioni nazionali
- Categoría Primera B: 1

2012

### Altri piazzamenti
- Copa Colombia:

Semifinalista: 2013
- Categoría Primera B:

Secondo posto: 2002